# 堤出入口
堤出入口（つつみでいりぐち）は、福岡県福岡市城南区堤付近にある福岡高速道路環状線の出入口である。

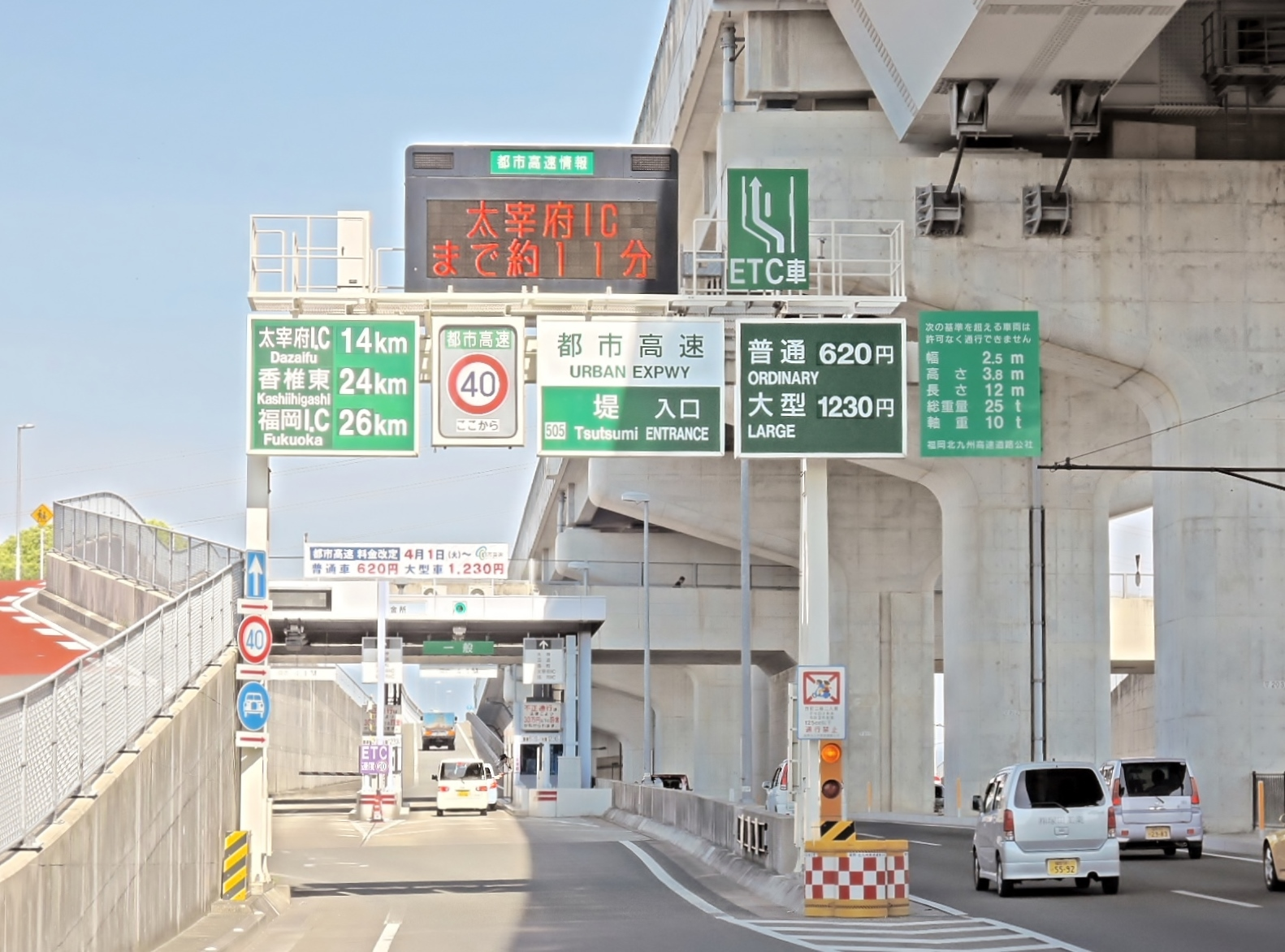
福岡高速道路環状線内回り堤入口。太宰府、空港方面へ

## 周辺
- 福岡大学、福岡大学病院（福岡外環状道路経由）
- 城南市民プール
- 堤八幡宮
- 福岡外環状道路
- 福岡県道557号東油山唐人町線（油山観光道路）

## 料金所

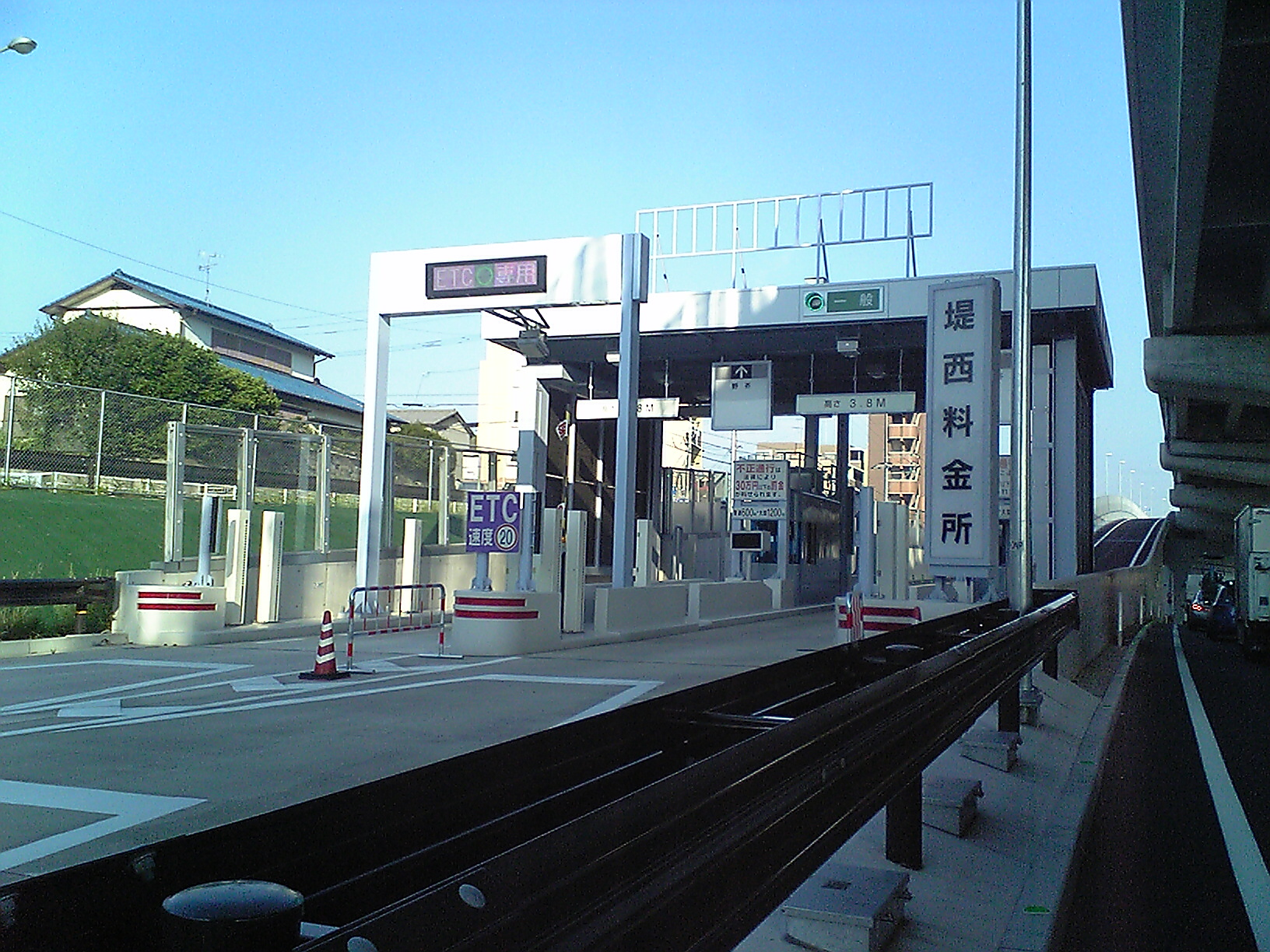
堤西料金所

ブース数：4

### 堤東料金所（天神北・香椎・水城方面）
- ブース数：2
  - ETC専用：1
  - 一般：1

### 堤西料金所（福重JCT方面）
- ブース数：2
  - ETC専用：1
  - 一般：1

2010年4月20日午前11時から堤西料金所の一般レーン（普通車の硬貨・千円札での支払いのみ）において自動収受機の運用を開始した。その後、改良され、二千円札、五千円札、一万円札による支払いも可能となった。
なお、ETCカード（手渡し）や障害者割引利用者・大型車での支払いは引き続き係員が対処する。また、自動収受機の機械はアマノ製で、駐車場の精算機に似たものとなっていた。
2014年3月31日、自動収受機の運用を終了した。

## 隣
福岡高速環状線
(503,504)野多目出入口 - (505,506)堤出入口 - (507,508)野芥出入口